# Elsterwerda
Elsterwerda település Németországban, azon belül Brandenburgban. Lakosainak száma 7847 fő (2023. december 31.). Elsterwerda Bad Liebenwerda és Röderland községekkel határos.

## Népesség
A település népességének változása:
| Lakosok száma | 8118 | 7975 | 7856 | 7805 | 7792 | 7847 |
|               | 2016 | 2017 | 2019 | 2021 | 2022 | 2023 |